# Ghost Dance
Ghost Dance (engl. „Geistertanz“) war eine britische Rockband, die Ende der 1980er Jahre in Großbritanniens Independent-Szene recht erfolgreich war, die sich aber bereits 1990 auflöste.

## Geschichte

### Die Anfänge (Mitte 1985)
Im April 1985 verließ Gitarrist und Gründungsmitglied Gary Marx (eigentlich Mark Pearman) die Band The Sisters of Mercy. In einem Interview mit dem Zillo-Magazin 1989 meinte er rückblickend, dass die Zeit bei den Sisters als Songschreiber eine recht frustrierende gewesen sei. Kurze Zeit nach seinem Ausstieg zerbrach die damalige Sisters-Besetzung endgültig.
Zur gleichen Zeit stieg auch die Sängerin Anne-Marie Hurst bei Skeletal Family aus. Skeletal Family waren 1984 Vorband für die Sisters gewesen und wurden wie diese ebenfalls immer wieder dem Gothic-Rock-Genre zugeordnet, obwohl sich beide Bands gegen diese Kategorisierung wehrten.
Beide produzierten zu dieser Zeit erste Demos, unterstützt durch den Schlagzeugcomputer „Pandora“. Gary Marx war zu dieser Zeit noch vertraglich an die alte Plattenfirma der Sisters gebunden. Im Juli 1985 legten sie der WEA ein Tape mit fünf Stücken vor: Cruel Light, No Return, Gone Tomorrow, Yesterday Again und Holding On. Die Plattenfirma nahm ihre Option nicht wahr und Gary Marx war aus seinem alten Vertrag heraus. Ein erster Plattenvertrag für die neue Band wurde mit dem Indie-Label Karbon unterzeichnet.

### Bandgründung und erste Erfolge (1985–1987)
Mit dem Bassisten Etch fand das erste Konzert am 29. November 1985 statt. Anfang 1986 kam dann Steve Smith von Red Lorry Yellow Lorry dazu. Er spielte eine Radio-Session bei Janice Long mit ein, wurde aber nach Aufnahme der ersten Plattenveröffentlichung der Band, der EP River of No Return (veröffentlicht am 18. April 1986), durch Paul Southern (ebenfalls zuvor bei Red Lorry Yellow Lorry) ersetzt. Southern blieb auch nicht lange – bereits im Juli wurde er durch Richard Steel abgelöst.
Ende Juli 1986 folgte die EP Heart Full of Soul, die ausschließlich Coverversionen beinhaltete. Bis Ende 1986 war die Band in Großbritannien, den Benelux-Staaten und der Bundesrepublik Deutschland auf Tournee. Bei einigen dieser Konzerte wurde die Band von dem Live-Schlagzeuger John Grant begleitet. Auf The Grip of Love (veröffentlicht 31. Oktober 1986) kam aber wieder Pandora zum Einsatz. Die ersten drei Singles River of no Return, The Grip of Love und Heart Full of Soul wurden Hits in den britischen Indie-Charts und sind heute gesuchte Raritäten.
1987, Pandora war mittlerweile endgültig durch John Grant ersetzt worden, enterte A Word to the Wise die britischen Top-100. Die anschließende Tournee durch Großbritannien war komplett ausverkauft. Eine Compilation mit den Songs der ersten drei Maxis erschien: Gathering Dust. Diese LP markierte zugleich das Ende der Zusammenarbeit von Ghost Dance und Karbon-Records. Im folgenden Jahr spielten Ghost Dance auf zahlreichen Festivals, u. a. Reading.

### Niedergang (1989–1990)
Weitere Touren folgten und Ende 1988 unterschrieben Ghost Dance einen Plattenvertrag beim Major-Label Chrysalis Records. Die Band blickte sehr optimistisch in die Zukunft und versprach sich sehr viel von dieser Zusammenarbeit. Sie verbrachte unter der Regie des Produzenten John Brand nahezu ein halbes Jahr im Studio. Brand steuerte die Band in Richtung Mainstream-Pop. Dieser Kurswechsel läutete den Niedergang von Ghost Dance ein.
Die erste Maxi Introducing Ghost Dance floppte, genauso wie das (von der Presse eigentlich recht wohlwollend aufgenommene) Album Stop the World. Die neuere Fassung von Celebrate wurde die zweite Single.
1989 sah man Ghost Dance letztmals als Vorband für die Ramones auf deutschen Konzertbühnen. Die Band ging im Desinteresse der Ramones-Fans unter. Ende 1989 wurden Ghost Dance von Chrysalis fallen gelassen, persönliche Differenzen in der Band kamen hinzu und gipfelten im Weggang Etchs. Anfang 1990 löste sich die Band auf.

### Nach Ghost Dance
Anne-Marie Hurst versuchte vergeblich eine Solo-Karriere zu starten. Im Jahr 2003 sollte sie zunächst bei der Wiedervereinigung der Skeletal Family mit dabei sein, aber aus familiären Gründen nahm sie wieder Abstand von diesen Plänen.
Seit 2009 spielt sie unter Mitwirkung ehemaliger Mitglieder der Skeletal Family wieder Konzerte, in deren Rahmen auch Songs von Ghost Dance gespielt werden.
Etch spielte später u. a. bei The Mission, Loud und All About Eve.
Gary Marx arbeitete zunächst in der Musikszene von Leeds mit lokalen Musikern, später arbeitete er am Liverpool Institute for Performing Arts als Musiklehrer. 2004 veröffentlicht er ein Soloalbum und eine Sammlung von Demos, die er 1995 ursprünglich für Andrew Eldritch und seine Sisters anfertigte, die aber nie Verwendung fanden. Zudem ging 2004 die offizielle Homepage von Ghost Dance online.

## Diskografie
- River of No Return (12", 18. April 1986)
- Heart Full of Soul (7", 25. Juli 1986)
- Heart Full of Soul (12", 25. Juli 1986)
- The Grip of Love (7", 3. Oktober 1986)
- The Grip of Love (12", 31. Oktober 1986)
- A Word to the Wise (12", 10. August 1987)
- Gathering Dust (LP, 15. Februar 1988)
- Down to the Wire (7", 5. Juni 1989)
- Introducing Ghost Dance (12", 5. Juni 1989)
- Down to the Wire (CDS, 5. Juni 1989)
- Celebrate (7", 4. September 1989)
- Celebrate (12", 4. September 1989)
- Celebrate (Picture-12", 4. September 1989)
- Celebrate (CDS, 4. September 1989)
- Stop the World (LP/CD, 25. September 1989)